# Palpigradi
Los palpígrados (Palpigradi) conocidos como escorpiones microlátigo son un pequeño orden de arácnidos que incluye unas 80 especies diminutas (no más de 3 mm). Se hallan en todo el mundo, los continentes de Europa, África, Asia, Sudamérica, Oceanía, y el norte y centro de América, solo excepto en las zonas polares. 
Parecen esquizómidos en miniatura porque, como ellos, poseen el opistosoma terminado en un largo flagelo multiarticulado. La cutícula es muy fina, tienen los quelíceros de tres artejos acabados en pinza y los pedipalpos son similares a patas. Carecen de ojos, aparato respiratorio y tubos de Malpighi, y los aparatos circulatorio y reproductor están muy simplificados.
Los palpígrados son endogeos (suelo) o hipogeos (cuevas), hábitats donde encuentran la humedad que requieren. Se alimentan de pequeños habitantes del suelo, como colémbolos y ácaros.

## Taxonomía
Se reconocen las siguientes familias:
- Eukoeneniidae Petrunkevitch, 1955
- Prokoeneniidae Condé, 1996